# Registre national des lieux historiques dans le comté de Merced

Localisation du comté de Merced en Californie

Ceci est la liste des lieux historiques inscrits sur le registre national dans le comté de Merced en Californie.
C'est censé être une liste exhaustive des propriétés et des districts des  lieux historiques du registre national dans le comté de Merced, en Californie. Les coordonnées de latitude et longitude sont fournies pour la plupart des propriétés et les districts du registre national ; ces localisations peuvent être aperçus sur Google Map.
Il y a 15 propriétés et districts répertoriés sur le registre national dans le comté.

## Liste actuelle
| Position | ID       | Type | Nom                                          | Localisation                  | Ville     | Date d'inscription | Image | Coordonnées                          | Description |
| -------- | -------- | ---- | -------------------------------------------- | ----------------------------- | --------- | ------------------ | ----- | ------------------------------------ | ----------- |
| 1        | 04001135 | NRHP | Bank of Italy, Merced (en)                   | 501 W. Main St.               | Merced    | 12 octobre 2004    |       | 37° 18′ 06″ nord, 120° 28′ 58″ ouest |             |
| 2        | 79000500 | NRHP | Bank of Los Banos Building (en)              | 836, 840, 842 and 848 6th St. | Los Banos | 24 août 1979       |       | 37° 03′ 40″ nord, 120° 50′ 48″ ouest |             |
| 3        | 81000162 | NRHP | Bloss Mansion (en)                           | 1020 Cedar Ave.               | Atwater   | 3 septembre 1981   |       | 37° 20′ 51″ nord, 120° 36′ 19″ ouest |             |
| 4        | 83001206 | NRHP | Buhach Grammar School (en)                   | 2606 N. Buhach Rd.            | Merced    | 7 avril 1983       |       | 37° 19′ 27″ nord, 120° 34′ 39″ ouest |             |
| 5        | 04000330 | NRHP | Church of St. Joseph (en)                    | 1109 K St.                    | Los Banos | 8 juillet 2004     |       | 37° 03′ 35″ nord, 120° 51′ 04″ ouest |             |
| 6        | 83001207 | NRHP | Maj. George Beecher Cook House (en)          | 356 W. 21st St.               | Merced    | 15 septembre 1983  |       | 37° 18′ 17″ nord, 120° 28′ 42″ ouest |             |
| 7        | 82002206 | NRHP | Kaehler-Rector House (en)                    | 408 W. 25th St.               | Merced    | 4 janvier 1982     |       | 37° 18′ 31″ nord, 120° 28′ 36″ ouest |             |
| 8        | 79000501 | NRHP | Leggett House (en)                           | 352 W. 22nd St                | Merced    | 25 octobre 1979    |       | 37° 18′ 19″ nord, 120° 28′ 40″ ouest |             |
| 9        | 82002207 | NRHP | Thomas H. Leggett House (en)                 | 346 W. 21st St.               | Merced    | 8 juillet 1982     |       | 37° 18′ 16″ nord, 120° 28′ 42″ ouest |             |
| 10       | 75000441 | NRHP | Merced County Courthouse (en)                | W. 21st and N Sts.            | Merced    | 29 octobre 1975    |       | 37° 18′ 22″ nord, 120° 29′ 00″ ouest |             |
| 11       | 84000909 | NRHP | Merced County High School (en)               | 2125 M St.                    | Merced    | 31 mai 1984        |       | 37° 18′ 24″ nord, 120° 28′ 54″ ouest |             |
| 12       | 09000248 | NRHP | Merced Theatre (en)                          | 301 W. 17th St.               | Merced    | 1er mai 2009       |       | 37° 18′ 03″ nord, 120° 28′ 50″ ouest |             |
| 13       | 73000412 | HD   | San Luis Gonzaga Archeological District (en) | Adresse restreinte            | Los Banos | 7 mai 1973         |       |                                      |             |
| 14       | 80000821 | NRHP | Tioga Hotel (en)                             | 1715 N St.                    | Merced    | 3 octobre 1980     |       | 37° 18′ 08″ nord, 120° 29′ 08″ ouest |             |
| 15       | 83001208 | NRHP | U.S. Post Office (en)                        | 401 W. 18th St.               | Merced    | 10 février 1983    |       | 37° 18′ 08″ nord, 120° 28′ 50″ ouest |             |